# シザーズ・カット〜北風のラストレター
『シザーズ・カット〜北風のラストレター』 (Scissors Cut) はアート・ガーファンクルの5枚目のソロアルバム。
下の項で示すアメリカ盤のトラックリストとは異なり、イギリス盤および日本盤は1曲目と2曲目の順が入れ替わっており、「ブライト・アイズ」ではなく「ロマンス」("Romance")が収録されている（8曲目）。

## 収録曲
Side 1
1. ハート・イン・ニューヨーク - "A Heart In New York" (Benny Gallagher, Graham Lyle) – 3:13
2. シザーズ・カット（愛の回転木馬） - "Scissors Cut" (Jimmy Webb) – 3:53
3. 街はたそがれ - "Up In The World" (Clifford T. Ward) – 2:18
4. 北風のラストレター - "Hang On In" (Norman Sallitt) – 3:47
5. 雨の舗道 - "So Easy To Begin" (Jules Shear) – 2:52

Side 2
1. ブライト・アイズ - "Bright Eyes" (Mike Batt) – 3:55
2. ひとり窓辺で - "Can't Turn My Heart Away" (John Jarvis, Eric Kaz) – 3:23
3. フレンチ・ワルツ - "The French Waltz" (Adam Mitchell) – 3:11
4. 美しき若葉の頃 - "In Cars" (Jimmy Webb) – 3:48
5. 愛してる、ただそれだけ… - "That's All I've Got To Say (Theme From "The Last Unicorn")" (Jimmy Webb) – 1:55